# 比賣神社 (南砺市)
比賣神社（ひめじんじゃ又は、ひめのじんじゃ）は、富山県南砺市高宮にある神社。式内社、越中国礪波七座の一つ。

## 概要
富山県西南部、南砺市の南方に鎮座する。
律令制下に越中国で砺波七座の一つを占めた。なお、砺波七座は当社のほかに高瀬神社 、林神社 、長岡神社 、荊波神社、雄神神社がある。
戦国時代には、上杉謙信公越中攻めの際、戦乱で荒廃したが、地元の名士が名跡の荒廃するを歎き、資材を募り再建した。